# Cymodusopsis townesorum
Cymodusopsis townesorum là một loài tò vò trong họ Ichneumonidae.